# Tsumagoi
Tsumagoi (japanska: 嬬恋村?, Tsumagoi-mura) är en landskommun i Gunma prefektur i Japan. Tsumagoi är känt för sin kålodling. På gränsen mellan Tsumagoi och kommunerna Karuizawa och Miyota i Nagano prefektur ligger den aktiva vulkanen Asama. 
Kommunen har tre stationer, Fukurogura, Manza-Kazawaguchi och Ōmae, på järnvägslinjen Agatsuma mellan Shibukawa och Ōmae.  